# Tavigliano
Tavigliano (piemontiul: Tavian) település Olaszországban, Piemont régióban, Biella megyében. Lakosainak száma 930 fő (2023. január 1.). Tavigliano Andorno Micca, Bioglio, Pettinengo, Piedicavallo, Rassa, Sagliano Micca, Veglio és Callabiana községekkel határos.

## Népesség
A település lakossága az elmúlt években az alábbi módon változott:
| Lakosok száma | 936  | 941  | 932  | 930  |
|               | 2008 | 2017 | 2018 | 2023 |